# 70-årsjubileumets Grand Prix
70-årsjubileumets Grand Prix 2020, officiellt Emirates Formula 1 70th Anniversary Grand Prix 2020, var ett Formel 1-lopp som kördes 9 augusti 2020 på Silverstone Circuit i England. Loppet var det femte loppet ingående i Formel 1-säsongen 2020 och kördes över 52 varv. Loppet var det andra racet på Silverstone då Storbritanniens Grand Prix hölls veckan tidigare. Loppet dedikerades inför 70-årsjubileumets av Formel 1 vid samma bana som arrangerade det första Grand Prix 1950. Segraren var Max Verstappen, förare för Red Bull-Honda. Detta var första gången under säsongen en icke-Mercedes bil vann ett lopp. Vid detta loppet uppnådde Lewis Hamilton lika många formel 1 podium (155) som Michael Schumacher.
Nico Hülkenberg ersatte Sergio Pérez då Pérez påvisade ett positivt covid-19-test.

## Resultat

### Kval
| KR. | Nr | Förare             | Konstruktör          | Q1       | Q2       | Q3       | Grid |
| --- | -- | ------------------ | -------------------- | -------- | -------- | -------- | ---- |
| 1   | 77 | Valtteri Bottas    | Mercedes             | 1,26,738 | 1,25,785 | 1,25,154 | 1    |
| 2   | 44 | Lewis Hamilton     | Mercedes             | 1,26,818 | 1,26,266 | 1,25,217 | 2    |
| 3   | 27 | Nico Hülkenberg    | Racing Point         | 1,27,279 | 1,26,261 | 1,26,082 | 3    |
| 4   | 33 | Max Verstappen     | Red Bull Racing      | 1,27,154 | 1,26,779 | 1,26,176 | 4    |
| 5   | 3  | Daniel Ricciardo   | Renault F1           | 1,27,442 | 1,26,636 | 1,26,297 | 5    |
| 18  | 18 | Lance Stroll       | Racing Point         | 1,27,187 | 1,26,674 | 1,26,428 | 6    |
| 7   | 10 | Pierre Gasly       | Scuderia Alpha Tauri | 1,27,154 | 1,26,523 | 1,26,534 | 7    |
| 8   | 16 | Charles Leclerc    | Scuderia Ferrari     | 1,27,427 | 1,26,709 | 1,26,614 | 8    |
| 9   | 23 | Alexander Albon    | Red Bull Racing      | 1,27,154 | 1,26,642 | 1,26,669 | 9    |
| 10  | 4  | Lando Norris       | McLaren              | 1,27,217 | 1,26,885 | 1,26,778 | 10   |
| 11  | 31 | Esteban Ocon       | Renault F1           | 1,27,278 | 1,27,011 | 0        | 141  |
| 12  | 5  | Sebastian Vettel   | Scuderia Ferrari     | 1,27,612 | 1,27,078 | 0        | 11   |
| 13  | 55 | Carlos Sainz, Jr.  | McLaren              | 1,27,450 | 1,27,083 | 0        | 12   |
| 14  | 8  | Romain Grosjean    | Haas F1 Team         | 1,27,519 | 1,27,254 | 0        | 13   |
| 15  | 63 | George Russell     | Williams F1          | 1,27,757 | 1,27,455 | 0        | 15   |
| 16  | 26 | Daniil Kvyat       | Scuderia Alpha Tauri | 1,27,882 | 0        | 0        | 16   |
| 17  | 20 | Kevin Magnussen    | Haas F1 Team         | 1,28,236 | 0        | 0        | 17   |
| 18  | 6  | Nicholas Latifi    | Williams F1          | 1,28,430 | 0        | 0        | 18   |
| 19  | 99 | Antonio Giovinazzi | Alfa Romeo F1        | 1,28,433 | 0        | 0        | 19   |
| 20  | 7  | Kimi Räikkönen     | Alfa Romeo F1        | 1,28,493 | 0        | 0        | 20   |

| Vidare från första kvalrundan ▬▬ Vidare från andra kvalrundan ▬▬ |

107 %-gränsen: 1:32,809
Källor: 
- ^1  – Esteban Ocon degraderas tre positioner efter att ha hindrat George Russell under kvalet.[7]

### Lopp
| Pos. | Nr | Förare             | Konstruktör           | Varv | Tid            | Grid | P   |
| ---- | -- | ------------------ | --------------------- | ---- | -------------- | ---- | --- |
| 1    | 33 | Max Verstappen     | Red Bull Racing-Honda | 52   | 1:19:41,993    | 4    | 25  |
| 2    | 44 | Lewis Hamilton     | Mercedes              | 52   | +11,326        | 2    | 191 |
| 3    | 77 | Valtteri Bottas    | Mercedes              | 52   | +19,231        | 1    | 15  |
| 4    | 16 | Charles Leclerc    | Scuderia Ferrari      | 52   | +29,289        | 8    | 12  |
| 5    | 23 | Alexander Albon    | Red Bull Racing       | 52   | +39,146        | 9    | 10  |
| 6    | 18 | Lance Stroll       | Racing Point          | 52   | +42,538        | 6    | 8   |
| 7    | 27 | Nico Hülkenberg    | Racing Point          | 52   | +55,951        | 3    | 6   |
| 8    | 31 | Esteban Ocon       | Renault F1            | 52   | +1:04,773      | 14   | 4   |
| 9    | 4  | Lando Norris       | McLaren-Renault       | 52   | +1:05,544      | 10   | 2   |
| 10   | 26 | Daniil Kvyat       | Scuderia Alpha Tauri  | 52   | +1:09,669      | 16   | 1   |
| 11   | 10 | Pierre Gasly       | Scuderia Alpha Tauri  | 52   | +1:10,642      | 7    | 0   |
| 12   | 5  | Sebastian Vettel   | Scuderia Ferrari      | 52   | +1:13,370      | 11   | 0   |
| 13   | 18 | Carlos Sainz, Jr.  | McLaren               | 52   | +1:14,070      | 12   | 0   |
| 14   | 31 | Daniel Ricciardo   | Renault F1            | 52   | +1 varv        | 5    | 0   |
| 15   | 7  | Kimi Räikkönen     | Alfa Romeo F1         | 51   | +1 varv        | 20   | 0   |
| 16   | 8  | Romain Grosjean    | Haas F1 Team          | 51   | +1 varv        | 13   | 0   |
| 17   | 99 | Antonio Giovinazzi | Alfa Romeo F1         | 51   | +1 varv        | 19   | 0   |
| 18   | 63 | George Russell     | Williams F1           | 51   | +1 varv        | 15   | 0   |
| 19   | 6  | Nicholas Latifi    | Williams F1           | 51   | +1 varv        | 18   | 0   |
| RET  | 20 | Kevin Magnussen    | Haas F1 Team          | 43   | Tyre shortage2 | 17   | 0   |

| Förare och stall som tog poäng ▬▬ |

- ^1  – Inkluderar en extra poäng för snabbaste varv.

- ^2  – Kevin Magnussen tvingas bryta loppet då däck saknades för att slutföra loppet.[8]